# Протекторат Северная Нигерия
Се́верная Ниге́рия была протекторатом Великобритании в северной части современной Нигерии, созданным 1 января 1900 года. Включила в себя территорию Эмирата Кано, халифата Сокото и часть Борну, завоёванных в 1902—1906 годах. Первый Верховный комиссар Фредерик Лугард в построении вертикали управления опирался на местную власть.
В 1912 году Лугард возвращается в Нигерию, но уже в качестве губернатора обоих протекторатов. В 1914 году Северная Нигерия была объединена с Южной Нигерией создав единую колонию — Нигерия. Объединение было идеей Лугарда, причём сугубо по экономическим, а не политическим причинам — Северная Нигерия имела существенный дефицит бюджета, а колониальная администрация стремилась использовать профицит бюджета в Южной Нигерии для выравнивания баланса, кроме этого это позволило снять проблемы связанные с отсутствием выхода к морю северного протектората. Нигерия не рассматривалась как единая страна — это было искусственное объединение, сохранившее отдельные администрации до 1946 года. Северная Нигерия стала Северной провинцией нового образования.

## Система управления
В Северной Нигерии существовали мусульманские государства (эмираты), объединённые в халифаты (Борну, Сокото). Верховными правителями в них были халифы (позже ставшие султанами), им подчинялись эмиры, руководившие провинциями. После британской колонизации халифы и эмиры сохранили свои титулы, но их деятельность контролировалась британскими политическими советниками, которые жили при их дворах. Британский Верховный комиссар разбирал споры между эмирами. Халифам и эмирам запрещалось иметь своё войско, правопорядок обеспечивался местной полицией («догараи»). 
Рабство и человеческие жертвоприношения запрещались, однако на практике за исполнением запретов британцы тщательно не следили. 
Система налогообложения при колонизации подверглась изменениям: если раньше от имени эмиров действовало множество сборщиков дани, то теперь налоги собирались старейшинами деревень и передавались эмирам. Половина собранных налогов сохранялась за эмиром, остальное изымал Верховный комиссар и отправлял в Великобританию.

## Правители

### Руководитель
| Срок полномочий                      | Руководитель |
| ------------------------------------ | ------------ |
| 5 июня 1885 года — 10 июля 1886 года | Джордж Голди |

### Губернатор
10 июля 1886 года — 1 января 1900 года. Президенты Королевской Нигерской компании

### Верховные комиссары
1 января 1900 года — ноябрь 1906 года. Фредерик Лугард

ноябрь 1906 года — апрель 1907 года. Вильям Уоллос

апрель 1907 года — 1908 год. Эдуард Гируард

### Губернаторы
1908 год — 28 сентября 1909 года. Эдуард Гируард

28 сентября 1909 года — 1912 год. Генри Белл

1912 год — 1 января 1914 года. Фредерик Лугард